# Janusz Słodczyk
Janusz Andrzej Słodczyk (ur. 1950 r. we Wrocławiu) – polski geograf i ekonomista, specjalizujący się w geografii ekonomicznej i planowaniu przestrzennym; nauczyciel akademicki, związany z Uniwersytetem Opolskim.

## Życiorys
Jego rodzice byli lekarzami. Po studiach na Akademii Medycznej we Wrocławiu osiedlili się na krótko w Opolu. Potem zamieszkali w Bytomiu, po czym gdy syn miał 4 lata w Nysie. W wieku 15 lat po awansie ojca przeniósł się z rodzicami ponownie do Opola. Tutaj w 1969 roku zdał maturę w Publicznegp Liceum Ogólnokształcącego nr I im. Mikołaja Kopernika w Opolu. Następnie studiował geografię na Uniwersytecie Wrocławskim. Pracę magisterską pisał pod kierunkiem prof. Stefana Golachowskiego, a po jego śmierci pod przewodnictwem dra Jana Łobody.
Po studiach zamieszkał z żoną w domu asystenckim przy ul. Szczytnickiej we Wrocławiu, pisząc pracę doktorską na Wydziale Architektury Politechniki Wrocławskiej pod kierunkiem urbanisty i architekta prof. Tadeusza Zipsera. Stopień naukowy doktora uzyskał w 1978 roku. W tym samym roku przeniósł się z żoną do Opola, gdzie rozpoczął pracę na Wyższej Szkole Pedagogicznej im. Powstańców Śląskich.
Odgrywał istotną rolę w budowaniu kierunków ekonomicznych na WSP, a następnie Uniwersytecie Opolskim. W latach 1989–1992 pełnił funkcje wicedyrektora Instytutu Nauk Ekonomicznych WSP, a po przekształceniu go w wydział w 1992 roku, był jego pierwszym dziekanem (do 1999). W latach 1999–2002 pełnił funkcję prodziekana tego wydziału. W międzyczasie odbywał staże naukowe w Stanach Zjednoczonych i w Niemczech. W 1989 roku na Politechnice Wrocławskiej zdał kolokwium habilitacyjne uzyskując stopień naukowy doktora habilitowanego. W 2003 roku prezydent Aleksander Kwaśniewski nadał mu tytuł profesora nauk technicznych. W latach 2002–2005 pełnił funkcję prorektora do spraw nauki i współpracy z zagranicą Uniwersytetu Opolskiego. Od 2005 do 2012 roku ponownie piastował stanowisko dziekana Wydziału Ekonomicznego UO, gdzie równocześnie kieruje Katedrą Geografii Ekonomicznej i Gospodarki Przestrzennej. Ponadto pracuje na Wydziale Ekonomicznym, w Katedrze Badań Strategicznych i Regionalnych Wyższej Szkoły Zarządzania i Administracji w Opolu. W 2012 roku został wybrany ponownie na prorektora Uniwersytetu Opolskiego ds. nauki i finansów. Funkcję tę sprawował do 2019 roku. W tym samym roku został dyrektorem nowo utworzonego Instytutu Geografii Społeczno-Ekonomicznej i Gospodarki Przestrzennej na Wydziale Ekonomicznym UO.

## Wybrane publikacje
- Przestrzeń miasta i jej przeobrażenia, wyd. UO, Opole 2001.
- Projektowanie kierunków rozwoju małych i średnich przedsiębiorstw w wybranych ośrodkach województwa opolskiego, pod red. Brygidy Grzeganek-Więcek i Janusza Słodczyka,wyd, WE UO, Opole 1996.
- Ekologiczne aspekty gospodarki miejskiej i nowe instrumenty w zarządzaniu miastem, wyd UO, Opole 2000.
- Społeczne, gospodarcze i przestrzenne przeobrażenia miast, wyd. UO, Opole 2000.
- Przemiany bazy ekonomicznej i struktury przestrzennej miast, wyd. UO, Opole 2002.
- Zarządzanie gospodarką miejską i prawne podstawy funkcjonowania miasta, pod red. Janusza Słodczyka i Zbigniewa Jakubczyka, wyd. UO, Opole 2002.